# Typhlops loveridgei
Typhlops loveridgei este o specie de șerpi din genul Typhlops, familia Typhlopidae, descrisă de Constable 1949. Conform Catalogue of Life specia Typhlops loveridgei nu are subspecii cunoscute.